# María Rosa Lida de Malkiel

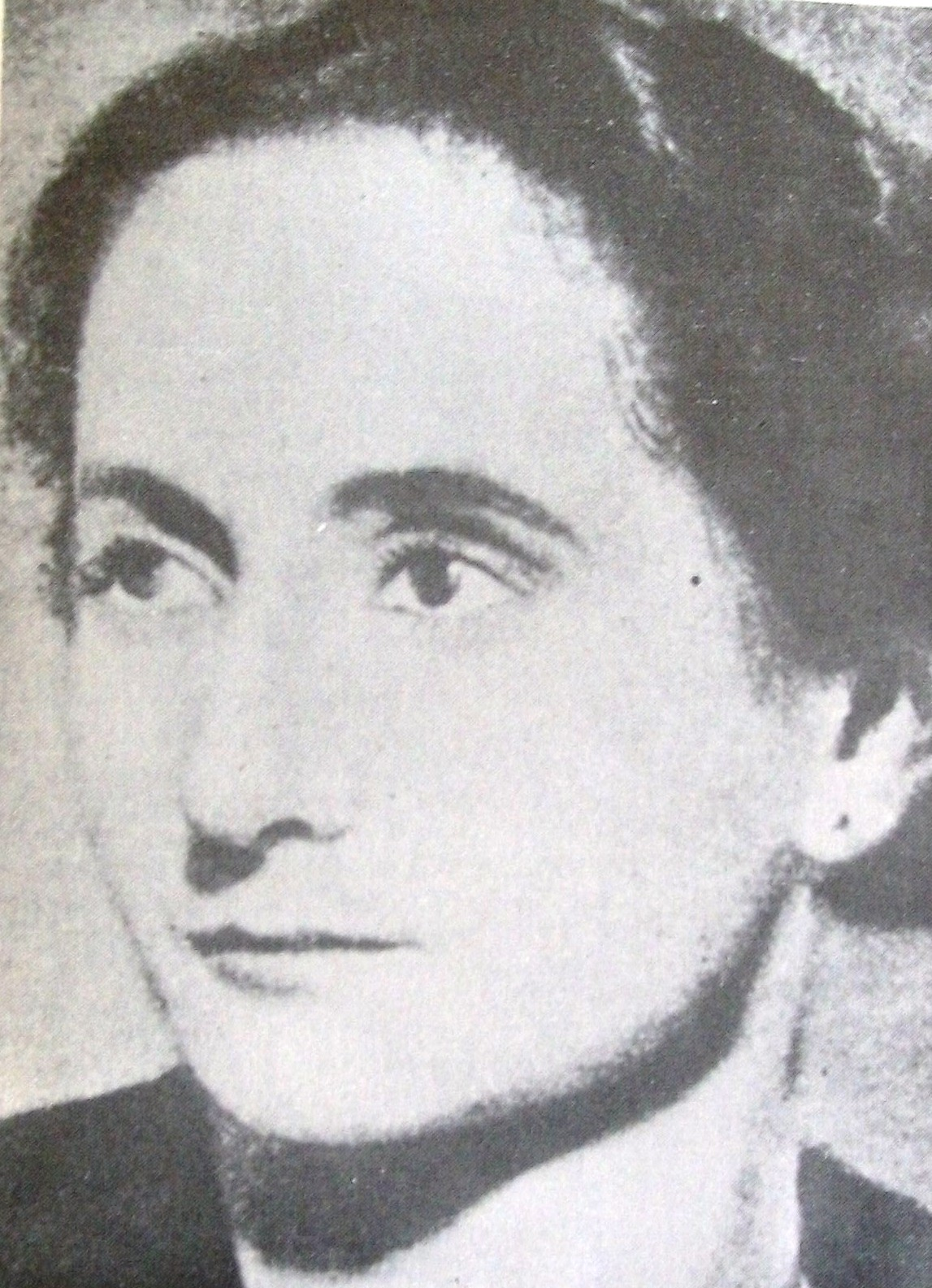
Lida

María Rosa Lida de Malkiel (Buenos Aires, 7 november 1910 - Oakland, 25 september 1962) was een Argentijnse filosoof en schrijver.

## Leven
Ze studeerde filosofie aan de universiteit van Buenos Aires.
Ze was getrouwd met Yakov Malkiel.

## Werken
- Herodoto. Los nueve libros de la historia, 1949
- Juan de Mena, poeta del prerrenacimiento español, 1950
- La idea de la fama en la Edad Media castellana, 1952
- Two Spanish Masterpieces: the Book of Good Love and The Celestina, 1961
- La originalidad artística de «La Celestina», 1962
- Estudios de literatura española y comparada, 1966
- Jerusalén. El tema literario de su cerco y destrucción por los romanos, 1972
- Juan Ruiz. Selección del Libro de buen amor y estudios críticos, 1973
- Dido en la literatura española. Su retrato y defensa, 1974
- La tradición clásica en España, 1975
- El cuento popular y otros ensayos', 1976
- Estudios sobre la literatura del Siglo XV, 1977
- Herodes. Su persona, reinado y dinastía, 1977

- Bibsys: 90162513
- Biblioteca Nacional de España: XX956436
- Bibliothèque nationale de France: cb12406076t (data)
- Catàleg d'autoritats de noms i títols de Catalunya: 981058512906106706
- CiNii: DA06841878
- Gemeinsame Normdatei: 118839640
- International Standard Name Identifier: 0000 0001 1049 4217
- Library of Congress Control Number: n50072239
- Nationale Bibliotheek van Israël: 987007400026305171
- Nationale en Universitaire bibliotheek Zagreb: 000035931
- Nederlandse Thesaurus van Auteursnamen: 069407096
- Réseau des bibliothèques de Suisse occidentale: 02-A005373145
- LIBRIS: 73900
- SNAC: w6mk7rdd
- Système universitaire de documentation: 03316648X
- Virtual International Authority File: 29619575
- WorldCat: E39PBJrGrxFkHQqqPjVDvVrpfq